# どっきりドクター
『どっきりドクター』は、細野不二彦による日本の少年漫画作品である。

## 概要
主人公である錦小路はるかの珍発明によって巻き起こるドタバタを描いたコメディである。
『さすがの猿飛』（「増刊少年サンデー」掲載）と並行して「週刊少年サンデー」にて1981年から1982年にかけて連載され、連載終了から16年目を経過した1998年にテレビアニメ化された。その際、週刊少年サンデーにて表紙・巻頭カラーという破格の待遇で特別読切が掲載されている。2022年現在、少年サンデーコミックスワイド版が刊行中。テレビアニメはSMEビジュアルワークス（現・アニプレックス）よりVHSソフトが全7巻で発売されたが、現在は全て廃盤となっており、DVD版・Blu-ray版はリリースされていない。

## 登場人物

### 原作の登場人物
錦小路 はるか（にしきこうじ はるか）
声 - 山寺宏一
本作の主人公。25歳。白ばらクリニックの院長であり、中学校の校医。フランケンシュタインの怪物のようないかつい顔をしているが、根は善良で非常に気弱。とても頭が良く、子供の頃から発明が趣味で、現在もマッドサイエンティストならぬマッドドクターであり、暇を見ては様々な薬や器具を発明してみゆきや中学生達を実験台にして大騒動をひき起こしている。
アニメでは七星小学校の屋上にある白ばらクリニックの院長として珍騒動を引き起こす。覗きの願望を持つなどスケベな性格で、みゆき達にビンタされることもしばしば。また、本気で怒ると普段はるかを目の敵にしている教頭や水越を怯ませるほどの強烈な怒りを露わにする。
小泉 みゆき（こいずみ みゆき）
声 - 桑島法子
本作のヒロイン。25歳。白ばらクリニックの看護婦で、はるかの幼馴染であり婚約者。なんだかんだ言いながらもはるかのことは一筋に愛しているが、常識人でツッコミ役に回ることが多い。非常に美人で小さい頃から男女問わず人気があるが、胸が小さいのが悩み。
アニメでは婚約はしておらず、空手の有段者である。だがその性格のためか過去3回ほどセクハラ行為を行った同僚の医師や患者を叩きのめしてしまい、勤めていた病院を解雇され、白ばらクリニックに住み込みで勤務することになる。原作以上にはるかの発明をよく思っていない。
雪之丞（ゆきのじょう）
声 - 千葉繁
白ばらクリニックに住み着いている猫。人間の言葉を理解できる。自由気ままで食い意地が張っている。名前の由来はみゆきから。
小泉 真由美（こいずみ まゆみ）
声 - 笠井律子
みゆきの妹。高校1年生で、姉と同様に気が強い。高校生ながら姉と酒盛りをしたりもする。
アニメでは小学6年生で、みゆきの赴任と共に七星小学校に転校してきた。姉よりもポジティブな性格で、同居しているはるかのことをよく思っておらず（妙な発明品を作ったり、スケベな性格から）、何かにつけてみゆきとの仲を邪魔したり嫉んだりしている。姉譲りの体型でユキヒロよりも身長が少し高い。ユキヒロに対して僅かな恋心を持つ。
本郷 ユキヒロ（ほんごう ユキヒロ）
声 - 石川静
真由美の恋人。不良のような外見をしている。本当は15歳の中学3年生だが、男の立場から18歳と偽っていた。そのことを真由美に知られ破局するが、心を入れ替えて再び付き合うことになる。
アニメでは小学6年生であり容姿と性格は大幅に異なっている。純情な少年であるもののドジでスケベな性格で、はるかと共謀してトラブル（ドタバタ）を引き起こす時もあるが巻き込まれることも多い。真由美が隣の席になり一目惚れするが、彼女より低い身長がコンプレックスとなっており、強気な真由美の性格が災いして告白できないシャイな一面がある（ただし同級生として一緒に行動していることが多い）。そんな様子をはるかは昔の自分と姿を重ねている。甘い物が苦手。
田島 かおり（たじま かおり）
声 - 間宮くるみ
ひぼたん幼稚園の児童。無邪気で優しい性格の持ち主で、大抵のことには動じず、どんな生き物も可愛がる。やや泣き虫。
アニメでは七星小学校1年生と言う以外に特に設定の変更はない。タイ・ショク・キンとは一番仲が良く、3人の名付け親でもある。
玄田 ゲン（げんだ ゲン）
声 - 津村まこと
かおりの幼馴染。かおりと同様にアニメでの設定の変更はない。
朝丘 友子（あさおか ともこ）
声 - 松本梨香
七星中学校に赴任してきた保健の先生。地方の出身で心の中では方言でしゃべっているが、興奮するとそれが表にも出てくる。かなりのヘビースモーカー。2年前に亡くなった父がはるかに瓜二つである。
アニメでは七星総合病院に勤務している医師。空手を心得ており、6年前に公式戦で唯一の黒星を付けられたみゆきとの再戦を望んでいる。
大食菌（たいしょくきん）
声 - 長沢直美
はるかが偶然作り出した細菌。凄まじい食欲と繁殖力を持ち、最初は虫歯菌のように人の歯に寄生していたが、すぐに直接人間の食べ物をあさるようになり、巨大化して2足歩行するようになった。日本を食糧危機に陥れたものの、自身が虫歯となってしまったために姿を消した。
アニメではロケットによって宇宙に打ち上げられて姿を消した。

### アニメオリジナルの登場人物
阿部 保（あべ たもつ）
声 - 伊藤健太郎
27歳。七星小学校教師で真由美とユキヒロの担任。体を鍛えるのが趣味で、事あるごとにボディビルのポージング名を叫びながら他人に自分の筋肉を見せ付けており、学校に筋トレの用具を持ち込んでいる。
一応イケメンではあるものの、上記の奇行が原因で周りからは冷ややかな目で見られている。みゆきに好意を寄せ執拗に迫るが、みゆき本人には嫌がられており、はるかを一方的にライバル視している。
池田 秀子（いけだ ひでこ）
声 - 川澄綾子
29歳。七星小学校教師でかおりとゲンの担任。信じられないことが目の前で起こると現実逃避のためにすぐ気絶してしまうことが定番になっている。その際には「その時、池田秀子は思った〜」という台詞を心の中で語る。また、教頭や水越ほどではないが、はるかのことを良く思っていない節がある。
通常、気絶するのは本人だけであるが、劇中で1度だけ教頭・水越・阿部の3人も同様の台詞を語り、気絶したことがあった。
渋谷 禄郎（しぶたに ろくろう）
声 - 緒方賢一
48歳。七星小学校教頭。女房に内緒でローンを組んで買ったという（ローンは35回のこっている）、骨董品や珍しい品物、高価な食べ物などを事あるごとに学校に持ってきて水越に自慢している（学校外でわざわざ水越を連れ出してまで自慢をすることもある）。しかし、それらは高確率ではるか達のドタバタで壊されたり、タイ達に食べられたりしてしまうのが定番になっている。学校で騒動を起こすはるかを敵視しており、学校から追い出そうとしているが、毎回失敗している。
水越 一（みずこし はじめ）
声 - 千葉繁
27歳。七星小学校教師で担任は持っていない。狡賢く自己中心的な性格である。渋谷の側近で、基本的に彼と同時に登場する。普段はゴマを擂っているが、本心は教頭のことを小馬鹿にしており、時には開き直ることもある。また、教頭の骨董品などを何度も壊している。教頭と同じくはるかを敵視しているが、はるかの発明品を自らに利用するために盗んでしまうこともある。また、騒動の際は高確率でその被害に遭ってしまう。
高校生の時には逆玉を夢見て社長令嬢にアタックを仕掛けていたが、中学生時代のはるかとタイムマシンでやってきた現代のはるかによる騒動が原因でフラれてしまい、それをきっかけに教師になることを決意した。
品川 良子（しながわ りょうこ）
声 - 岡本嘉子
50歳。七星小学校校長。人格者で、はるかが騒動を起こした時も周囲を納得させながら庇うことが多い、はるかの良き理解者。実はメンコやベーゴマが大好きである。
タイ、ショク、キン
声 - 長沢直美（タイ）、川澄綾子（ショク）、伊藤健太郎（キン）
タイは大食菌の生き残り。学校で再び騒動を起こし滅菌されそうになったが、かおりが庇ってくれたおかげで滅菌されずに済み、はるかの家で暮らし始める。
ショクとキンは、はるかの発明したクローニングマシーンによって生まれたタイのクローンで、タイと共にはるかの家で暮らすようになった。
ショクとキンが生まれてからは、赤いネクタイを着けたのがタイ、頭にオレンジ色の花飾りを着けたのがショク、緑色の蝶ネクタイを着けたのがキンと見分けられるようになる。3人ともかなりの大食いであり、関西弁口調で話す。
太田（おおた）
声 - 長沢直美
ユキヒロと真由美のクラスメイト。ユキヒロとよく行動を共にしている。
並木 真一（なみき しんいち）
声 - 武政弘子
ユキヒロと真由美のクラスメイトでクラス委員。ユキヒロとよく行動を共にしている。美咲に好意を寄せている。
小田 恭子（おだ きょうこ）
声 - 亀井芳子
ユキヒロと真由美のクラスメイト。真由美と仲が良く、真由美と共にはるかによる健康診断に反対する抗議運動を行った。
野坂 美咲（のさか みさき）
声 - 那須めぐみ
ユキヒロと真由美のクラスメイト。並木に好意を寄せている。
秋子（あきこ）
声 - 田中理恵
ゲンに好意を寄せる幼稚園児。ゲンと仲が良いかおりに嫉妬し、かおりをいじめる。

## 単行本
少年サンデーコミックス、全4巻
1. （1981年11月19日、ISBN 4-09-120621-2）
2. （1982年2月20日、ISBN 4-09-120622-0）
3. （1982年4月19日、ISBN 4-09-120623-9）
4. （1982年5月19日、ISBN 4-09-120624-7）

SVコミックス、全2巻
1. （1991年7月1日、ISBN 4-09-160121-9）
2. （1991年8月1日、ISBN 4-09-160122-7）

少年サンデーコミックス〈ワイド版〉、全2巻
1. （1998年9月1日、ISBN 4-09-125751-8）
2. （1998年10月16日、ISBN 4-09-125752-6）

## テレビアニメ
1998年10月21日から1999年6月23日までフジテレビ系列（テレビ大分を除く）にて放送された。
原作漫画では「普通の詰襟（学ラン）とセーラー服の普通の中学校の隣にある『白ばらクリニック』」を舞台としていたが、アニメでは（制作時点の）現代の「洋風校舎の私立小学校の屋上にある医務室『白ばらクリニック』」となっている。児童の制服がブレザーの私立小学校を舞台としたり、発明品がハイテクな機械仕掛けのものであったりと大幅にアレンジされている。みゆきとはるかは婚約しておらず、その2人の関係の進展と、その軋轢となる様々なサブキャラクターとのドタバタ・ラブコメディが繰り広げられる。アニメオリジナルキャラが多数作られている。なお、白ばらクリニックの家屋は無理矢理屋上に乗せているわけではなく、校舎の裏側から大量の柱で支えてある。特番による放送休止が多かったため、放送期間の割に放送話数が少ない。
当時本来の17話は抜かされて放送されたため、公式サイトでのストーリー紹介には記されていない（18話以降の話数が繰り上げられて全26話となっている）。なお、この17話は局によっては最終回の後に放送されたが、VHSでは順番通りに収録されている。
同じ作者が1980年代の同時期に連載していた『さすがの猿飛』は連載中にアニメ化されているが、こちらは月刊連載で原作の本数も少なかったため、アニメ用に多数のオリジナル設定、および原作のゲストがレギュラー化されて投入された。『どっきりドクター』（原作）からも設定の借用が行われ、はるか先生が校医になっている（声は二又一成）。大食菌のタイ・ショク・キンがメインゲストのエピソードも作られた。

### スタッフ
- 原作 - 細野不二彦（小学館「少年サンデーコミックスワイド」刊）
- 企画 - 清水賢治、白川隆三、布川ゆうじ
- プロデューサー - 瀧山麻土香、成毛克憲、萩野賢
- シリーズ構成 - 西園悟
- キャラクターデザイン - 北山真理
- サブキャラクターデザイン - 宮川治雄
- 音楽 - 飛澤宏元
- 美術監督 - 高橋忍
- 撮影監督 - 宮川晴年
- 監督 - 水野和則
- 色彩設計、色指定 - 上谷秀夫
- 撮影 - 高橋プロダクション
- 編集 - 厨川治彦、植松淳一
- ビデオ編集 - グロービジョン
- タイトル - マキ・プロ
- 現像 - 東京現像所
- 音響制作 - 鈴木祐子
- 効果 - 倉橋静男
- 調整 - 成清量
- 広報 - 矢崎かおり、内田博道
- 制作デスク - 荒尾哲也
- 文芸進行 - 池田日出子
- 制作 - フジテレビ、SPE・ビジュアルワークス、ぴえろ

### 主題歌
オープニングテーマ「ねない ねない ねない」
作詞・作曲 - 牧野元、山川ノリオ / 歌 - ザ・カスタネッツ
エンディングテーマ1「I wish」(1話〜19話)
作詞 - 井上崇、YUKA / 作曲・編曲 - 佐藤宣彦 / 歌 - electric combat
エンディングテーマ2「Make it Somehow -きっと・ダイジョーブ-」(20話〜27話)
作詞・作曲・歌 - LUKA / 編曲 - LUKA & MARS

### 各話リスト
| 話数 | サブタイトル                       | 脚本       | 絵コンテ       | 演出     | 作画監督       | 美術                     | 放送日          |
| ---- | ---------------------------------- | ---------- | -------------- | -------- | -------------- | ------------------------ | --------------- |
| 1    | 美人看護婦でドッキリ!!             | 西園悟     | 水野和則       | 水野和則 | 大西雅也       | 高橋忍 工藤英昭          | 1998年 10月21日 |
| 2    | あつい口づけでドッキリ!!           | 西園悟     | 大神緋呂士     | 大野和寿 | 寺沢伸介       | 工藤英昭                 | 10月28日        |
| 3    | 胸がポロリでドッキリ!!             | 富田祐弘   | 伊達勇登       | 伊達勇登 | ふかざわまなぶ | 上野秀行                 | 11月4日         |
| 4    | 大食菌でドッキリ!!                 | 松井亜弥   | 藤本義孝       | 畠山茂樹 | 青野厚司       | 高橋忍                   | 11月11日        |
| 5    | ラブラブハッピーでドッキリ!!       | 富田祐弘   | 榎本明広       | 榎本明広 | 細山正樹       | 工藤英昭                 | 11月18日        |
| 6    | スカートの中はドッキリ!!           | 西園悟     | 藤本義孝       | 藤本義孝 | 中森良治       | 上野秀行                 | 11月25日        |
| 7    | はるか昔にドッキリ!!               | 松井亜弥   | 山口美浩       | 山口美浩 | 寺沢伸介       | 高橋忍                   | 12月2日         |
| 8    | 恐怖のサンタでドッキリ!!           | 金巻兼一   | 伊達勇登       | 伊達勇登 | 大西雅也       | 工藤英昭                 | 12月9日         |
| 9    | つるつるオバケでドッキリ!!         | 富田祐弘   | 藤本義孝       | 藤本義孝 | アベ正己       | 上野秀行 工藤英昭 高橋忍 | 12月16日        |
| 10   | 帰ってきた大食菌でドッキリ!!       | 西園悟     | 東野はじめ     | 畠山茂樹 | ふかざわまなぶ | 高橋忍                   | 1999年 1月20日  |
| 11   | またまた大食菌でドッキリ!!         | 西園悟     | 榎本明広       | 榎本明広 | 青野厚司       | 工藤英昭                 | 1月27日         |
| 12   | 熱闘!!温泉バトルでドッキリ!!       | 菅良幸     | 藤本義孝       | 小川浩司 | 細山正樹       | 高橋忍                   | 2月3日          |
| 13   | 少女と神秘と夕日でドッキリ!!       | 金巻兼一   | うえだひでひと | 伊達勇登 | 寺沢伸介       | 上野秀行                 | 2月10日         |
| 14   | 欲望のバレンタインでドッキリ!!     | 西園悟     | 立花源十郎     | 久志秀彰 | アベ正己       | 高橋忍                   | 2月17日         |
| 15   | 大食菌・涙の別れでドッキリ!!       | 菅良幸     | 東野はじめ     | 畠山茂樹 | 青野厚司       | 工藤英昭                 | 2月24日         |
| 16   | スッポンポンで危機一髪!!           | 西園悟     | 伊達勇登       | 伊達勇登 | ふかざわまなぶ | 高橋忍                   | 3月3日          |
| 17   | 乙女のマル秘健康診断!!             | 菅良幸     | 藤本義孝       | 藤本義孝 | アベ正己       | 上野秀行                 | （TV未放送）    |
| 18   | なに?!保健室に美女がいっぱい!!     | 金子ツトム | 榎本明広       | 榎本明広 | 寺沢伸介       | 高橋忍                   | 3月10日         |
| 19   | 燃える瞳の女医師・炎の挑戦状       | 西園悟     | うえだひでひと | 畠山茂樹 | 中森良治       | 高橋忍                   | 3月17日         |
| 20   | 飛び出す青春! 涙は魂の汗だ!!       | 菅良幸     | 西田正義       | 西田正義 | 西田正義       | 工藤英昭                 | 4月28日         |
| 21   | ラブラブデートでおじゃま虫         | 菅良幸     | 水野和則       | 水野和則 | 大西雅也       | 上野秀行                 | 5月12日         |
| 22   | 危険なドライブ・狙われた美女       | 西園悟     | 伊達勇登       | 伊達勇登 | 青野厚司       | 高橋忍                   | 5月19日         |
| 23   | かおりちゃんのはじける17歳!!       | 西園悟     | 藤本義孝       | 藤本義孝 | 細山正樹       | 工藤英昭                 | 5月26日         |
| 24   | 吠えよ神剣!!鏡の国の勇者伝説!!     | 菅良幸     | うえだひでひと | 石堂宏之 | ふかざわまなぶ | 高橋忍                   | 6月2日          |
| 25   | 新開発?!ロボット校長大暴走!!       | 菅良幸     | 西村聡         | 久志秀彰 | 寺沢伸介       | 上野秀行                 | 6月9日          |
| 26   | はるか華麗なる変身でお見合い潜入!! | 金子ツトム | 伊達勇登       | 伊達勇登 | 中森良治       | 高橋忍                   | 6月16日         |
| 27   | 夢は永遠に「ドッキリ」!!           | 西園悟     | 水野和則       | 水野和則 | ふかざわまなぶ | 工藤英昭                 | 6月23日         |

### 関連商品
VHS
発売元はいずれもソニー・ミュージックエンタテインメント。現在は全て廃盤となっている。
| 1 | 1999年9月22日  | 第1話 - 第4話   | SVWV-1411 |
| 2 | 1999年9月22日  | 第5話 - 第8話   | SVWV-1412 |
| 3 | 1999年9月22日  | 第9話 - 第12話  | SVWV-1413 |
| 4 | 1999年10月21日 | 第13話 - 第16話 | SVWV-1414 |
| 5 | 1999年10月21日 | 第17話 - 第20話 | SVWV-1415 |
| 6 | 1999年10月21日 | 第21話 - 第24話 | SVWV-1416 |
| 7 | 1999年10月21日 | 第25話 - 第27話 | SVWV-1417 |

CD
発売元はいずれも